# Anacroneuria digitata
Anacroneuria digitata är en bäcksländeart som beskrevs av Bill P.Stark 1995. Anacroneuria digitata ingår i släktet Anacroneuria och familjen jättebäcksländor. Inga underarter finns listade i Catalogue of Life.